# Dixy Lee Ray

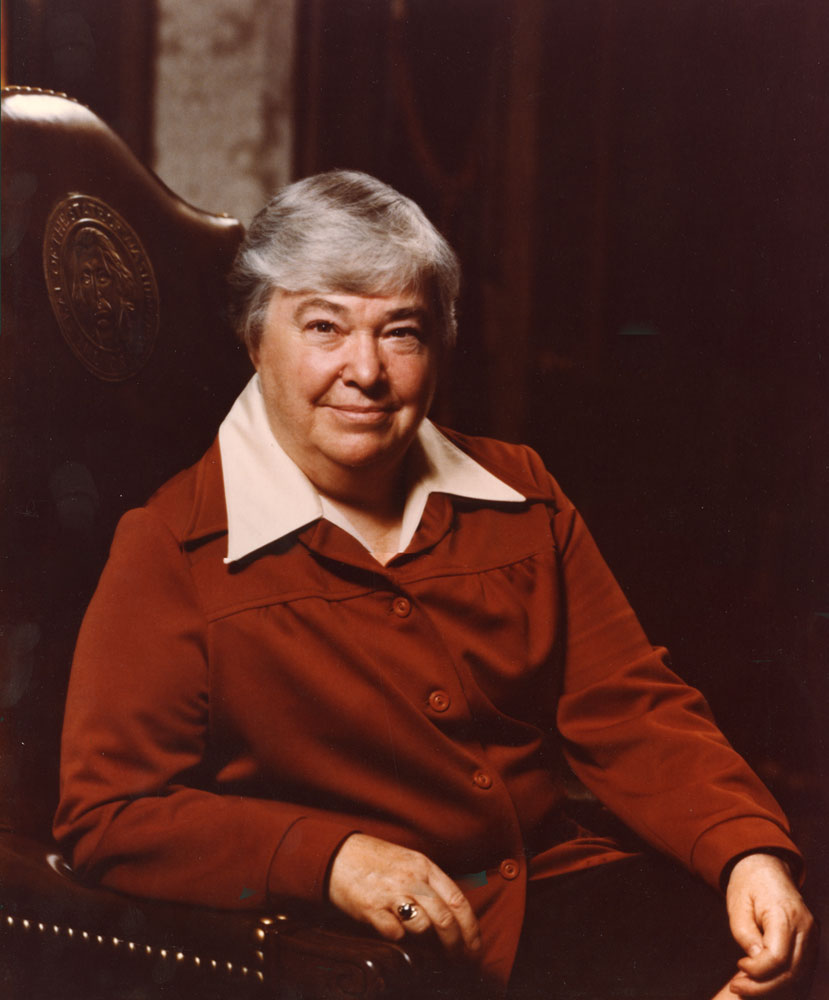
Dixy Lee Ray

Dixy Lee Ray (* 3. September 1914 in Tacoma, Washington; † 2. Januar 1994 auf Fox Island, Washington) war eine US-amerikanische Politikerin (Demokratische Partei) und von 1977 bis 1981 Gouverneurin des Bundesstaates Washington.

## Frühe Jahre
Dixy Ray wurde unter dem Namen Marguerite Ray geboren. Im Alter von zwölf Jahren ließ sie ihren Namen ändern. Sie besuchte die Tacoma Stadium High School und setzte dann ihre Ausbildung in Kalifornien fort. Am Mills College in Oakland studierte sie bis 1945 Meeresbiologie. Danach beendete sie ihre Ausbildung an der renommierten Stanford University. Ihr Studium in Kalifornien wurde durch ihre Tätigkeit als Lehrerin an regulären Schulen finanziert. Diese Funktion übte sie zwischen 1939 und 1942 aus.

## Akademische Laufbahn und politischer Aufstieg
Seit 1945 war Ray akademisch als Hochschulprofessorin tätig. Von 1945 bis 1976 hatte sie einen Lehrstuhl für Zoologie an der University of Washington inne. Zwischen 1960 und 1963 war sie außerdem Beraterin der nationalen Wissenschaftsstiftung (National Science Foundation) für das Gebiet der Meeresbiologie. Zwischen 1963 und 1972 leitete sie das Pacific Science Center in Seattle.
Neben ihrer wissenschaftlichen Karriere war Ray auch politisch tätig. Sie war eine Befürworterin der Atomenergie und wurde aus diesem Grund im Jahr 1972 von Präsident Richard Nixon in die US-Atombehörde berufen, deren Vorsitzende sie zwischen 1973 und 1975 war. Dort unterstützte sie die Gründung eigener Sicherheitsabteilungen, um die Atomenergie sicherer zu machen. Zwischen Januar und Juli 1975 fungierte sie als erste Staatssekretärin für Meeres-, Umwelt- und Wissenschaftsangelegenheiten (Assistant Secretary of State for Oceans and International Environmental and Scientific Affairs) im US-Außenministerium.

## Gouverneurin von Washington
Im Jahr 1976 wurde Dixy Ray zur Gouverneurin von Washington gewählt. Am 12. Januar 1977 wurde sie als erste Frau in dieses Amt eingeführt. Sie setzte sich für eine völlig kostenlose Grundschule in Washington ein und förderte den Handel sowie die Wirtschaft. In ihrer Amtszeit musste sie mit einer großen Trockenheit kämpfen. Zeitweise mussten Wasser und Energie rationiert werden. Entsprechend ihrer Einstellung zur Atomenergie förderte sie den Bau von Atomkraftwerken. In ihre Amtszeit fällt auch die Explosion des Mount St. Helens im Jahr 1980. Durch ihre umsichtige Vorsichtsmaßnahmen vor dem Ausbruch des Vulkans konnten zahlreiche Menschenleben gerettet werden. Ray war zu ihrer Zeit international gut angesehen. Im Jahr 1978 erhielt sie den Friedenspreis der Vereinten Nationen.
Auf der anderen Seite hatte Dixy Ray auch im eigenen Staat viele Gegner. Vor allem die Anhänger ihrer eigenen Partei waren von ihren teilweise sehr konservativen Ansichten abgeschreckt. Ihre Unterstützung für die umstrittene Atomenergie und für die großen Öltankschiffe, die ständig an der Küste des Landes vorbeifuhren, machte sie in liberaleren Kreisen noch unbeliebter. Hinzu kam gegen Ende ihrer Amtszeit eine Wirtschaftskrise, die zu einem Haushaltsdefizit von über einer Milliarde Dollar führte. All das führte im Jahr 1980 zu ihrer Niederlage in den Vorwahlen zur Gouverneurswahl gegen ihren parteiinternen Konkurrenten Jim McDermott. Dieser unterlag in der Wahl zum Gouverneur dem Republikaner John Spellman.
Nach dem Ausscheiden aus dem Gouverneursamt hatte sich Dixy Ray in den Ruhestand zurückgezogen. Sie war niemals verheiratet und verstarb im Jahr 1994.